# Palais Minucci

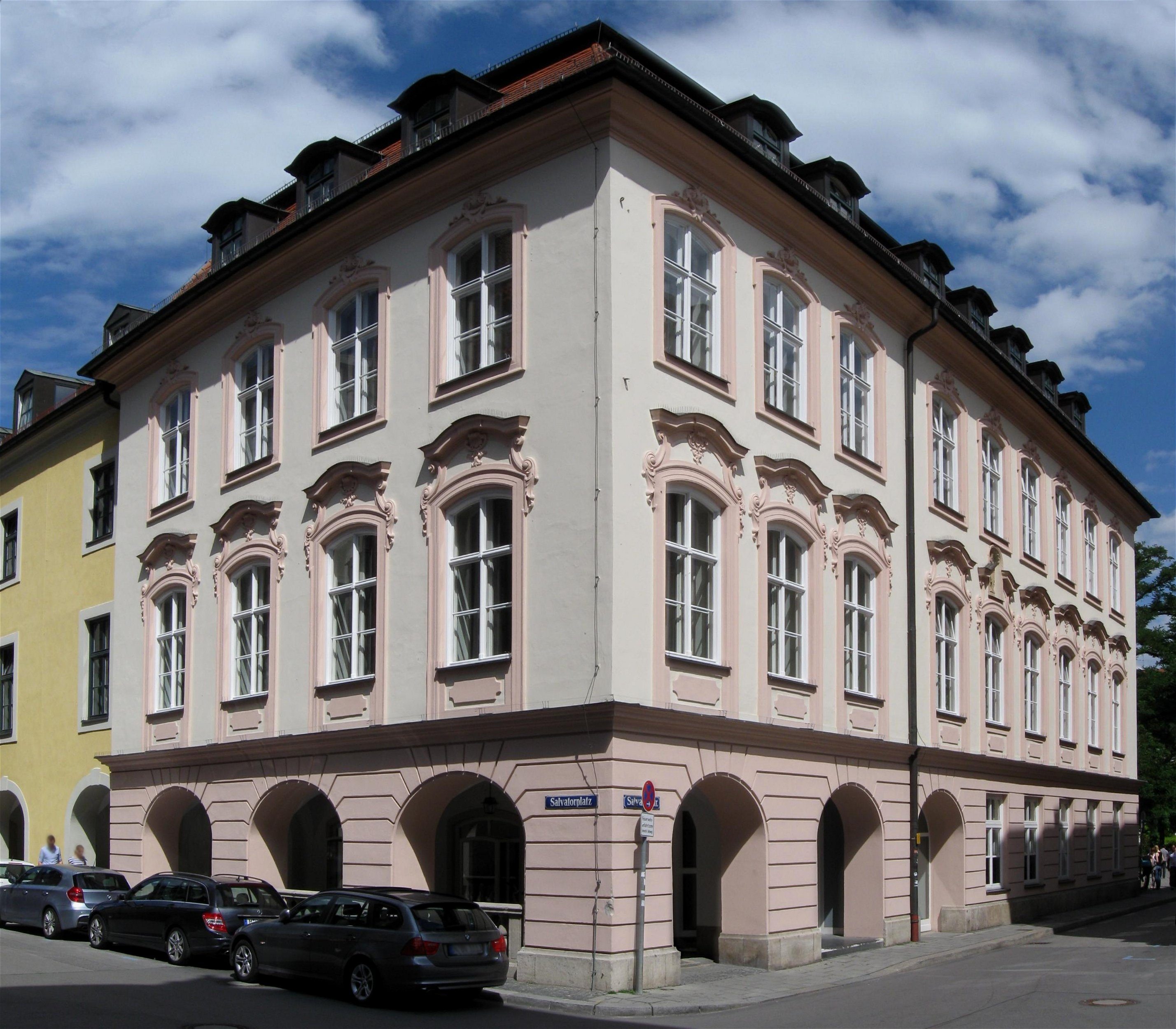
Das Palais Minucci

Das Palais Minucci ist ein Palais am Salvatorplatz 2 in der Altstadt von München und wurde in seiner heutigen Gestalt als Stadtpalais der Grafen Minucci im Jahre 1731 errichtet. Das Gebäude steht unter Denkmalschutz.

## Geschichte
Der dreigeschossige Mansarddachbau mit elf Fensterachsen steht auf dem Grundstück des früheren Theatinerklosters, das  Lorenzo Perti 1675 errichtete. 1731 entstand als Neubau oder Umgestaltung eines bestehenden Hauses für Ferdinand Graf von Minucci der heutige Bau in spätbarocken Manier mit einer Rokokofassade. Der Stil weist auf die Art von Johann Georg Gunetzrhainer hin. 1954–57 entstand ein Erweiterungsbau in der Salvatorstraße für das Kultusministerium. Von 1893 bis 2012 befand sich hier das Stammhaus der Buchhandlung Hugendubel. Danach zog der Badezimmerausstatter Obermaier Bäder in die ehemaligen Räume von Hugendubel ein.
Im Osten des Palais Minucci an der Salvatorstraße 20 befand sich einst das Palais Waldkirch (Palais Vacchiery) vom letzten Viertel des 18. Jahrhunderts. 1944 weitgehend zerstört, wurden die Reste abgetragen, die Stelle ist bis heute teilweise unbebaut.